# Matteo Carrara
Pour les articles homonymes, voir Carrara.
Matteo Carrara est un coureur cycliste italien né le 25 mars 1979 à Alzano Lombardo, en Lombardie. Il est professionnel de 2001 à 2012.

## Biographie
Matteo Carrara totalise sept victoires dans sa carrière professionnelle. Présent dans l'équipe Vacansoleil-DCM à partir de 2009, il reste quatre saisons dans la formation néerlandaise. Il parvient à terminer, au moins une fois, chacun des trois grands Tours. Son contrat n'est pas renouvelé en fin d'année 2012 et Carrara annonce alors la fin de sa carrière.

## Palmarès et classements mondiaux

### Palmarès amateur
- 1999
  - 3e de la Coppa Città di Rosà
- 2000
  - Tour de Mainfranken
  - Giro del Medio Brenta
  - 5e étape du Grand Prix Guillaume Tell
  - Gran Premio Ezio Del Rosso
  - 3e du Gran Premio Industria e Commercio Artigianato Carnaghese

### Palmarès professionnel
- 2003
  - 5e étape du Tour d'Autriche
  - Critérium des Abruzzes
  - 2e et 5e étapes du Tour du lac Qinghai
- 2004
  - 1re étape du Tour de Langkawi (contre-la-montre par équipes)
  - 2e du Critérium des Abruzzes
  - 3e du GP Llodio
- 2005
  - 3e de la Subida a Urkiola
  - 3e du Tour du Japon
- 2006
  - 2e du Mémorial Cimurri
  - 6e du Tour de Lombardie
  - 10e de Milan-San Remo
- 2007
  - 3e du Brixia Tour
  - 4e du Tour de Suisse
- 2008
  - 10e du Critérium du Dauphiné libéré
- 2009
  - Classement général du Circuit de Lorraine
- 2010
  - Classement général du Tour de Luxembourg
  - 3e du Circuit de Lorraine
- 2012
  - 8e du Tour de Catalogne

### Résultats sur les grands tours

#### Tour de France
1 participation
- 2008 : 36e

#### Tour d'Espagne
3 participations
- 2006 : abandon (20e étape)
- 2009 : 37e
- 2011 : 146e

#### Tour d'Italie
5 participations
- 2001 : 111e
- 2002 : 81e
- 2003 : abandon
- 2011 : 16e[4],[5]
- 2012 : 96e

### Classements mondiaux
| Année                  | 2005 | 2006 | 2007 | 2008 | 2009 | 2010 | 2011 | 2012 |
| ---------------------- | ---- | ---- | ---- | ---- | ---- | ---- | ---- | ---- |
| Classement ProTour     |      | 94e  | 76e  | 123e |      |      |      |      |
| Calendrier mondial UCI |      |      |      |      |      | 252e |      |      |
| UCI World Tour         |      |      |      |      |      |      | 141e | 124e |
| UCI Africa Tour        | 69e  |      |      |      |      |      |      |      |
| UCI Europe Tour        | 178e |      |      |      | 39e  | 17e  |      |      |